# Chelonus dreisbachi
Chelonus dreisbachi är en stekelart som beskrevs av Mccomb 1968. Chelonus dreisbachi ingår i släktet Chelonus och familjen bracksteklar. Inga underarter finns listade i Catalogue of Life.